# RMB (musikgrupp)
RMB är en tysk Electronic-Dance-Music-grupp som bildades i Düsseldorf av Rolf Maier Bodes (född 6 mars 1974 i Berlin) och Farid Gharadjedaghi (född 26 maj 1974 i Teheran).
Namnet RMB kommer av grundaren Rolf Maier Bodes initialer. Redan efter det första framträdandet under rmb-trax 1992 stod Farid Gharadjedaghi bakom och projektet kunde föras vidare som RMB. I början producerade gruppen Rave- och Hardcore-Techno-musik och uppträdde såväl som vid Mayday-fester som vid Love Parade. Det första albumet "Trax" släpptes på två separata vinylskivor på skivbolaget "Adam & Eve". 1993 övergavs detta skivbolag och bytte över till "Le Petit Prince", vilket sågs som ett mellansteg. Redan 1994 bytte Maier Bode och Gharadjedaghi över till "Low Spirit", där även den första hit-singeln "Redemption" kom att släppas ifrån. 

## Low Spirit-tiden - till och med 1998
Albumet "This World Is Yours" (kända spår: "Redemption", "Experience", "Love Is An Ocean") såväl som det i riktning mot trance efterföljande albumet "Widescreen" (kända spår: "Spring", "Reality", "Shadows", "Break The Silence") hade stora framgångar på listorna. De var ändå helt olika album. "This World Is Yours", var ett spår som citat "kom från magen", "Widescreen" å andra sidan lät "vuxnare". Båda albumen bjöd på ovanliga ljudupplevelser och rytmiska och melodiska skrämmande sånger. Då kunde man emellertid träffa på kända, delvis klassiska tongångar (panflöjt, stråkensemble, piano) och även klassiskt bekväm harmoni. Allt det hade en stor rikedom till följd. Musiken sträckte sig från Hardcore Techno (“The Place To Be”) över techno (“Fighting For A Fine Place”), trance (“Spring”, “Reality”) och breakbeat (“Nio Women No Kids”), fram till ambient (“Anyway”, “Everything”). 

## Polydortiden 2000-2002
Efter albumet “Widescreen” skapades ett eget skivbolag Various Recordings med dotterbolagen Various Silver och Various Delight. 
Därefter blev det riktigt tyst från de båda musikerna, tills de i juni 2000 bytte över till då Tysklands mest framgångsrika dansskivbolag, Polydor. 
Det dröjde dock mer än ett år, tills deras fjärde album “Mission Horizon” släpptes. 
Detta slog bara delvis in på en helt annan inriktning av den elektroniska dansmusiken, Det gav exempelvis houseinfluenser (“Reflections”) men man fortsatte faktiskt redan på den antyda utvecklingen. Så utvecklade Rolf och Farid ambientstrukturen för projektet den så viktiga nya skivan “Zeitwand”. För första gången i bandets historia fick en låt ett tyskt namn. 
Likaledes var det uppseendeväkande, att genom en enkel harmonisk struktur kunde ett flertal ljudeffekter användas.  

## Nutidshistoria
Mellan åren 2002-2005 släpptes ytterligare några skivor från RMB, som undantagslöst släpptes på sitt eget Silver/Various-märke och endast på vinyl och tillgängligt som nedladdningsbart på internet. Till det hörde dubbelsinglarna “Feel The Flame”/”Touch The Sky”, “Gangster”/”Killer”, och “April”/”Beauty of Simplicity”. Därutöver producerades ett nytt album (“Evolution”) som dock aldrig släpptes. 
Efter det blev RMB:s officiella webbplats nedsläckt och i och med skivförsäljningens tillbakagång inom technovärlden, bestämde sig de båda hjärnorna bakom RMB att gå skilda vägar. Gruppen RMB existerar således inte mer. 
Rolf Maier Bode producerar nu musik under sitt eget namn. Smakprov kan man hitta på hans webbplats. Dessa är ganska typiska för Bode, men ändå inte att jämföra med det typiska ljudet från RMB. 
Om Farid Gharadjedaghi finns det en hel del att förtälja.
Han jobbar vidare som musikförläggare och musikproducent, under firmanamnet Various Music Recordings GmbH och har byggt upp ett nätverk, som fungerar som en slags mellanhand mellan musikbranschen (Bolag och förlag), musikproducenter och marknadsföring/reklam.  
Översatt från tyska wikipedia. 

## Diskografi
| - 1992 RMB - Trax I (LP) - 1993 RMB - Trax II (LP) - 1993 RMB - Trax (CD) - 1995 RMB - This World Is Yours (LP,MC,CD) - 1998 RMB - Widescreen (CD) - 2001 RMB - Mission Horizon (2LP,CD) - 2002 RMB - Mission Horizon 2.0 (SE) (2CD) - 2003 RMB AND FRIENDS - A Tribute To RMB (2LP,CD) - 2005 RMB - Trax Online Classics (Endast Online-Download) - 2009 RMB - Evolution -Online- (Endast Online-Download) | - 1992 Trax 1 - 1993 Trax 2 - 1993 Heaven & Hell EP - 1994 Love EP - 1994 Redemption - 1994 Redemption Remixes - 1995 Experience - 1995 Experience Remixes - 1995 Love Is An Ocean - 1995 Love Is An Ocean Remixes - 1995 This World Is Yours Promo - 1995 This World Is Yours - 1995 Passport To Heaven - 1996 Passport To Heaven Remixes - 1996 Spring - 1996 Spring Mixes - 1996 Reality - 1996 Reality Promo - 1996 Reality Mixes - 1997 Break The Silence / Everything - 1998 Shadows - 1998 Everything EP - 1998 Everything EP Part 1 - 1998 Everything EP Part 2 - 1999 Shadows UK Mixes - 2000 Deep Down Below (Vinyl One) - 2000 Deep Down Below (Vinyl Two) - 2000 Deep Down Below Promo - 2001 Deep Down Below - 2001 Deep Down Below USA - 2001 Horizon (Vinyl Three) - 2001 Horizon Remix (Vinyl Four) - 2001 Horizon Promo - 2001 Horizon - 2001 Selected Works (Vinyl Six) - 2001 Mission Horizon Promo - 2001 Mission Horizon (Vinyl Five) - 2002 Redemption 2.0 Promo - 2002 Redemption 2.0 Mixes - 2002 Redemption 2.0 - 2002 Redemption 2.0 The Club Mixes - 2003 Feel The Flame/Touch The Sky (Vinyl Prelistening 1) - 2004 Gangster/Killer (Vinyl Prelistening 2) - 2004 April/Beauty Of Simplicity (Vinyl Prelistening 3) |